# La Bourgonce
La Bourgonce est une commune française située dans le département des Vosges, en région Grand Est.
Ses habitants sont appelés les Bourgonçois.

## Géographie

### Géologie et relief
Presque entièrement entourée de forêts, La Bourgonce occupe la haute vallée de la Valdange, un affluent gauche de la Meurthe. Elle s'ouvre au nord vers les communes voisines de La Salle et de Nompatelize, mais la seule autre voie de communication mène aux Rouges-Eaux et à la vallée de la Mortagne par le col de Mon Repos (514 m).

### Sismicité
Commune située dans une zone 3 de sismicité modérée.
| Jeanménil | La Salle     | Nompatelize              |
| Housseras | La Bourgonce | Saint-Michel-sur-Meurthe |
| Autrey    | Mortagne     |                          |

### Voies de communications et transports

#### Transports en commun
- Fluo Grand Est.

#### Lignes SNCF
- Gare de Saint-Dié-des-Vosges.

### Hydrographie et les eaux souterraines
Hydrogéologie et climatologie : Système d’information pour la gestion des eaux souterraines du bassin Rhin-Meuse :
Territoire communal : Occupation du sol (Corinne Land Cover); Cours d'eau (BD Carthage),
Géologie : Carte géologique; Coupes géologiques et techniques,
 Hydrogéologie : Masses d'eau souterraine; BD Lisa; Cartes piézométriques.
La commune est située dans le bassin versant du Rhin au sein du bassin Rhin-Meuse. Elle est drainée par la ruisseau la Valdange, le ruisseau de la Grande Combe et Source Goutte des Cerisiers,.
La Valdange, d'une longueur totale de 14,8 km, prend sa source dans la commune  et se jette  dans la Meurthe à Étival-Clairefontaine, après avoir traversé cinq communes.

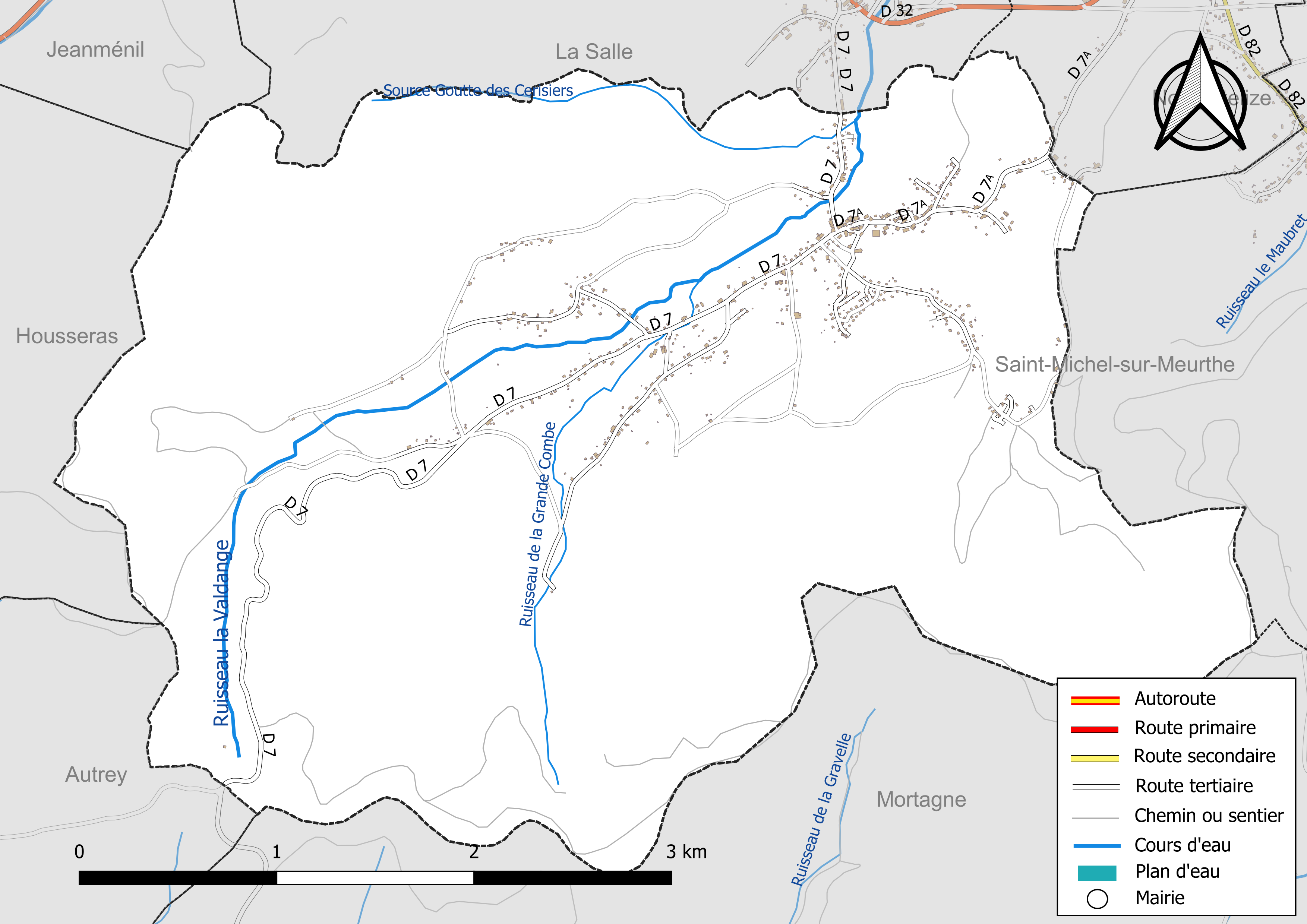
Réseaux hydrographique et routier de la Bourgonce.

### Climat
Pour des articles plus généraux, voir Climat du Grand Est et Climat des Vosges.
En 2010, le climat de la commune est de type climat de montagne, selon une étude du Centre national de la recherche scientifique s'appuyant sur une série de données couvrant la période 1971-2000. En 2020, Météo-France publie une typologie des climats de la France métropolitaine dans laquelle la commune est exposée à un climat semi-continental et est dans la région climatique  Vosges, caractérisée par une pluviométrie très élevée (1 500 à 2 000 mm/an) en toutes saisons et un hiver rude (moins de 1 °C).
Pour la période 1971-2000, la température annuelle moyenne est de 9,5 °C, avec une amplitude thermique annuelle de 17 °C. Le cumul annuel moyen de précipitations est de 1 254 mm, avec 13,4 jours de précipitations en janvier et 11 jours en juillet. Pour la période 1991-2020, la température moyenne annuelle observée sur la station météorologique de Météo-France la plus proche, « Ban-de-Sapt », sur la commune de Ban-de-Sapt à 14 km à vol d'oiseau, est de 10,3 °C et le cumul annuel moyen de précipitations est de 1 027,3 mm. 
La température maximale relevée sur cette station est de 36,9 °C, atteinte le 7 août 2015 ; la température minimale est de −17 °C, atteinte le 19 décembre 2009,,.
Les paramètres climatiques de la commune ont été estimés pour le milieu du siècle (2041-2070) selon différents scénarios d'émission de gaz à effet de serre à partir des nouvelles projections climatiques de référence DRIAS-2020. Ils sont consultables sur un site dédié publié par Météo-France en novembre 2022.

## Urbanisme

### Typologie
Au 1er janvier 2024, La Bourgonce est catégorisée commune rurale à habitat dispersé, selon la nouvelle grille communale de densité à sept niveaux définie par l'Insee en 2022.
Elle est située hors unité urbaine. Par ailleurs la commune fait partie de l'aire d'attraction de Saint-Dié-des-Vosges, dont elle est une commune de la couronne,. Cette aire, qui regroupe 47 communes, est catégorisée dans les aires de 50 000 à moins de 200 000 habitants,.

### Occupation des sols
L'occupation des sols de la commune, telle qu'elle ressort de la base de données européenne d’occupation biophysique des sols Corine Land Cover (CLC), est marquée par l'importance des forêts et milieux semi-naturels (80,4 % en 2018), une proportion identique à celle de 1990 (80,4 %). La répartition détaillée en 2018 est la suivante : 
forêts (80,4 %), zones agricoles hétérogènes (13,7 %), prairies (3,5 %), zones urbanisées (2,4 %). L'évolution de l’occupation des sols de la commune et de ses infrastructures peut être observée sur les différentes représentations cartographiques du territoire : la carte de Cassini (XVIIIe siècle), la carte d'état-major (1820-1866) et les cartes ou photos aériennes de l'IGN pour la période actuelle (1950 à aujourd'hui).

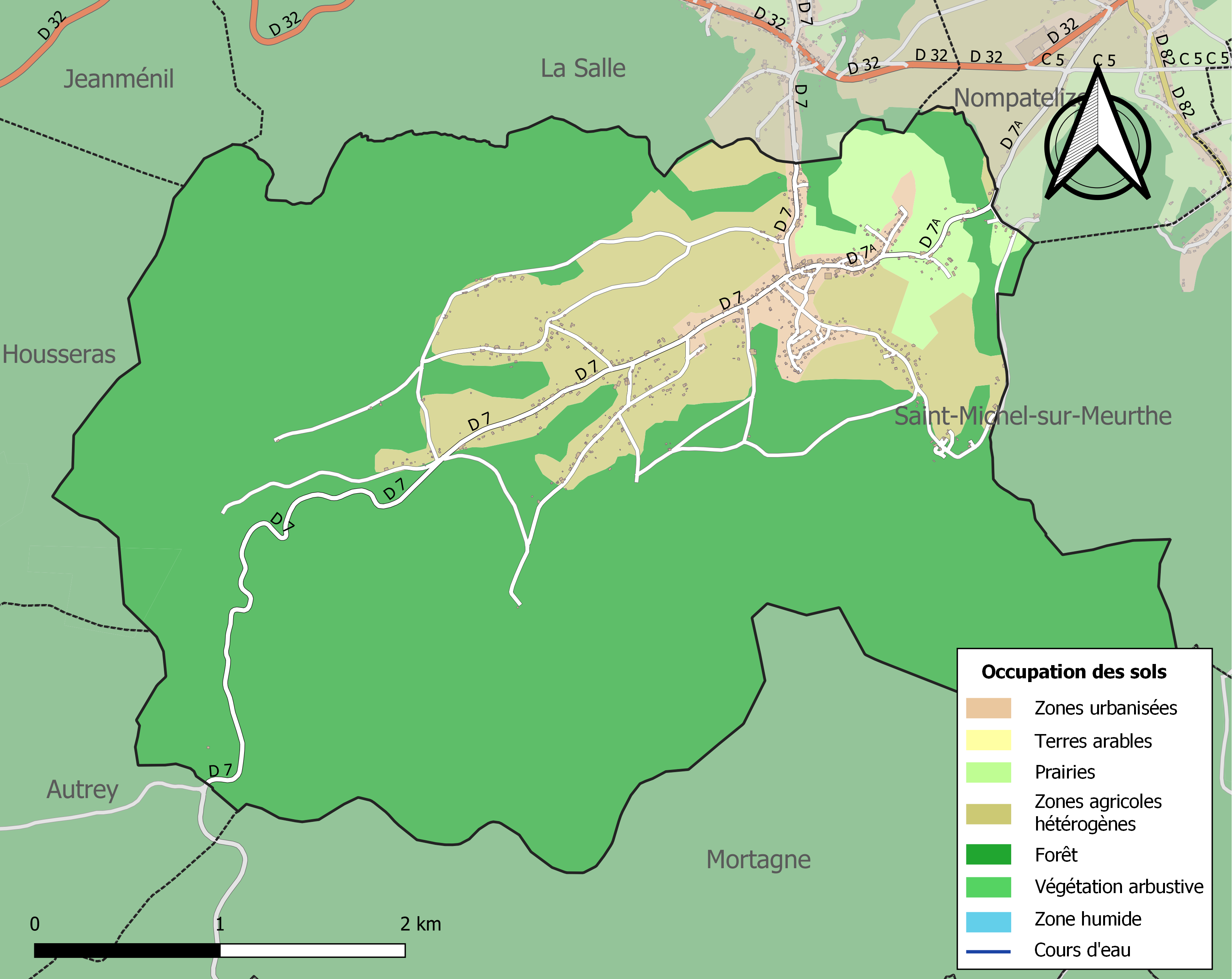
Carte des infrastructures et de l'occupation des sols de la commune en 2018 (CLC).

## Toponymie
Le nom de la localité est attesté sous les formes Capellam S. Dionisii Burguntiæ (1140) ; Capellam Berguntiæ (1147) ; Bergunziam (1161) ; Berguncia (XIIIe siècle) ; La Borgonce (1243) ; La Bergonce (1243) ; La Bourgonse (1293) ; Burguntia (1304) ; Lai Bregonce (1350) ; Burguntia (XIVe siècle) ; La Bourgonce (1594) ; La Bourgons (XVIIe siècle) ; Burguntiola (1768).

De l'ethnie germanique Burgondii « les Burgondes » et le suffixe latin atone -ia ( villa ) : « ( domaine ) des Burgondes » ; il s'agit probablement d'une colonie burgonde. Les Burgondes, originaires de la Baltique, se sont établis au début du Ve siècle comme peuple fédéré dans la Gaule où ils fondèrent plus tard un royaume. C’est ce nom qui a donné notre Bourgogne. On le retrouve à La Bourgonce, ancien poste militaire occupé par des Burgondes.
- Toponyme La Bourgonce

## Histoire
En 1114, le diplôme de Henri V (empereur du Saint-Empire), du 15 des calendes d’avril 1114 (8 mars 1115), confirme l’appartenance à l’église Notre Dame d’Étival, les chapelles de Norpadie Celsea – Nompatelize - Saint-Epvre, Saint-Denis de Burguntia – La Bourgonce.
Le 27 mars 1217, Renaud de Senlis, évêque de Toul, y est assassiné par le prévôt de Saint-Dié aux ordres du Duc de Lorraine, sur fond de luttes de pouvoirs.
Le 6 octobre 1870, durant la guerre franco-prussienne la bataille de La Bourgonce opposa les troupes françaises du général Dupré à leurs homologues prussiennes du général Degenfeld, avant-garde du corps d'armée du général Werder. Négligeant l'état de fatigue de ses hommes, le général français fit mettre en marche deux colonnes en direction d'Étival. Il fut rapidement contré par les Allemands qui remontaient la Meurthe en direction de Saint-Dié et dut battre en retraite. Les effectifs étaient comparables, environ 7 000 hommes de part et d'autre, mais l'artillerie de campagne allemande fit la différence. Les pertes françaises s'établirent à 846 tués, blessés et disparus, l'ennemi n'accusant que 431 hommes hors de combat. Le général Dupré se replia en direction de Bruyères par le col de Mon Repos.

## Politique et administration

### Liste des maires
| Période                                  | Période                       | Identité       | Étiquette | Qualité             |
| ---------------------------------------- | ----------------------------- | -------------- | --------- | ------------------- |
| Les données manquantes sont à compléter. |                               |                |           |                     |
| mars 2001                                | mars 2008                     | Jacques Perrin |           |                     |
| mars 2008                                | En cours (au 18 février 2015) | Denis Huin     |           | Exploitant agricole |

### Budget et fiscalité 2022
En 2022, le budget de la commune était constitué ainsi :
- total des produits de fonctionnement : 509 000 €, soit 554 € par habitant ;
- total des charges de fonctionnement : 404 000 €, soit 439 € par habitant ;
- total des ressources d'investissement : 22 000 €, soit 24 € par habitant ;
- total des emplois d'investissement : 167 000 €, soit 181 € par habitant ;
- endettement : 212 000 €, soit 231 € par habitant.

Avec les taux de fiscalité suivants :
- taxe d'habitation : 23,37 % ;
- taxe foncière sur les propriétés bâties : 35,62 % ;
- taxe foncière sur les propriétés non bâties : 25,16 % ;
- taxe additionnelle à la taxe foncière sur les propriétés non bâties : 0,00 % ;
- cotisation foncière des entreprises : 0,00 %.

Chiffres clés Revenus et pauvreté des ménages en 2021 : médiane en 2021 du revenu disponible, par unité de consommation : 22 790 €.

## Population et société

### Démographie

#### Évolution démographique
L'évolution du nombre d'habitants est connue à travers les recensements de la population effectués dans la commune depuis 1793. Pour les communes de moins de 10 000 habitants, une enquête de recensement portant sur toute la population est réalisée tous les cinq ans, les populations de référence des années intermédiaires étant quant à elles estimées par interpolation ou extrapolation. Pour la commune, le premier recensement exhaustif entrant dans le cadre du nouveau dispositif a été réalisé en 2007.

En 2022, la commune comptait 862 habitants, en évolution de −4,12 % par rapport à 2016 (Vosges : −2,96 %, France hors Mayotte : +2,11 %).
| 1793 | 1800 | 1806 | 1821 | 1831 | 1836 | 1841 | 1846 | 1856 |
| ---- | ---- | ---- | ---- | ---- | ---- | ---- | ---- | ---- |
| 553  | 510  | 614  | 634  | 752  | 768  | 789  | 810  | 777  |

| 1861 | 1866 | 1876 | 1881 | 1886 | 1891 | 1896 | 1901 | 1906 |
| ---- | ---- | ---- | ---- | ---- | ---- | ---- | ---- | ---- |
| 774  | 727  | 690  | 664  | 643  | 594  | 559  | 546  | 548  |

| 1911 | 1921 | 1926 | 1931 | 1936 | 1946 | 1954 | 1962 | 1968 |
| ---- | ---- | ---- | ---- | ---- | ---- | ---- | ---- | ---- |
| 518  | 488  | 452  | 398  | 385  | 347  | 335  | 359  | 330  |

| 1975 | 1982 | 1990 | 1999 | 2006 | 2007 | 2012 | 2017 | 2022 |
| ---- | ---- | ---- | ---- | ---- | ---- | ---- | ---- | ---- |
| 534  | 740  | 753  | 712  | 813  | 829  | 894  | 896  | 862  |

### Enseignement
Établissements d'enseignements :
- Écoles maternelles et primaires à La Bourgonce, Saint-Remy, Saint-Michel-sur-Meurthe, La Voivre, La Salle, Nompatelize, Saint-Remy.
- Collèges à Saint-Dié-des-Vosges, Raon-l'Étape.
- Lycées à Saint-Dié-des-Vosges.

### Santé
Professionnels et établissements de santé :
- Médecins à Saint-Michel-sur-Meurthe, Étival-Clairefontaine, Moyenmoutier.
- Pharmacies à Saint-Michel-sur-Meurthe, Étival-Clairefontaine, Raon-l'Étape, Moyenmoutier.
- Hôpitaux à Raon-l'Étape, Senones, Rambervillers.

### Cultes
- Culte catholique, Paroisse Sainte-Odile[30], Diocèse de Saint-Dié.

## Économie

### Entreprises et commerces

#### Agriculture
- Élevage de vaches laitières.
- Élevage d'autres bovins et de buffles.
- Élevage d'ovins et de caprins.

#### Tourisme
- Hébergements et restauration à Rouges-Eaux, La Voivre, Jeanménil, Denipaire, Raon-l'Étape.

#### Commerces
- Commerces et services de proximité.

## Culture locale et patrimoine

### Lieux et monuments

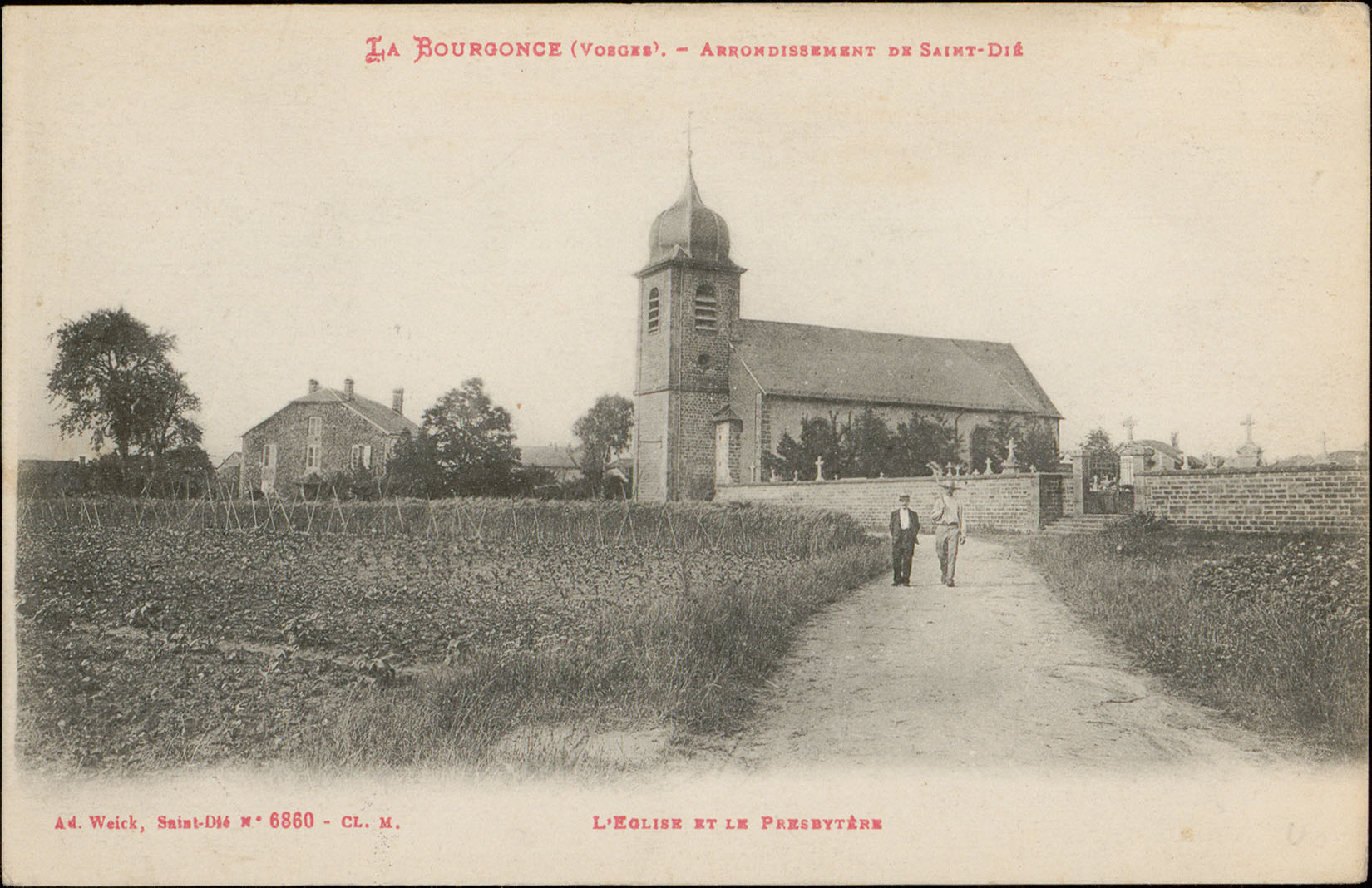
Vue historique du presbytère et de l'église (Adolphe Weick).
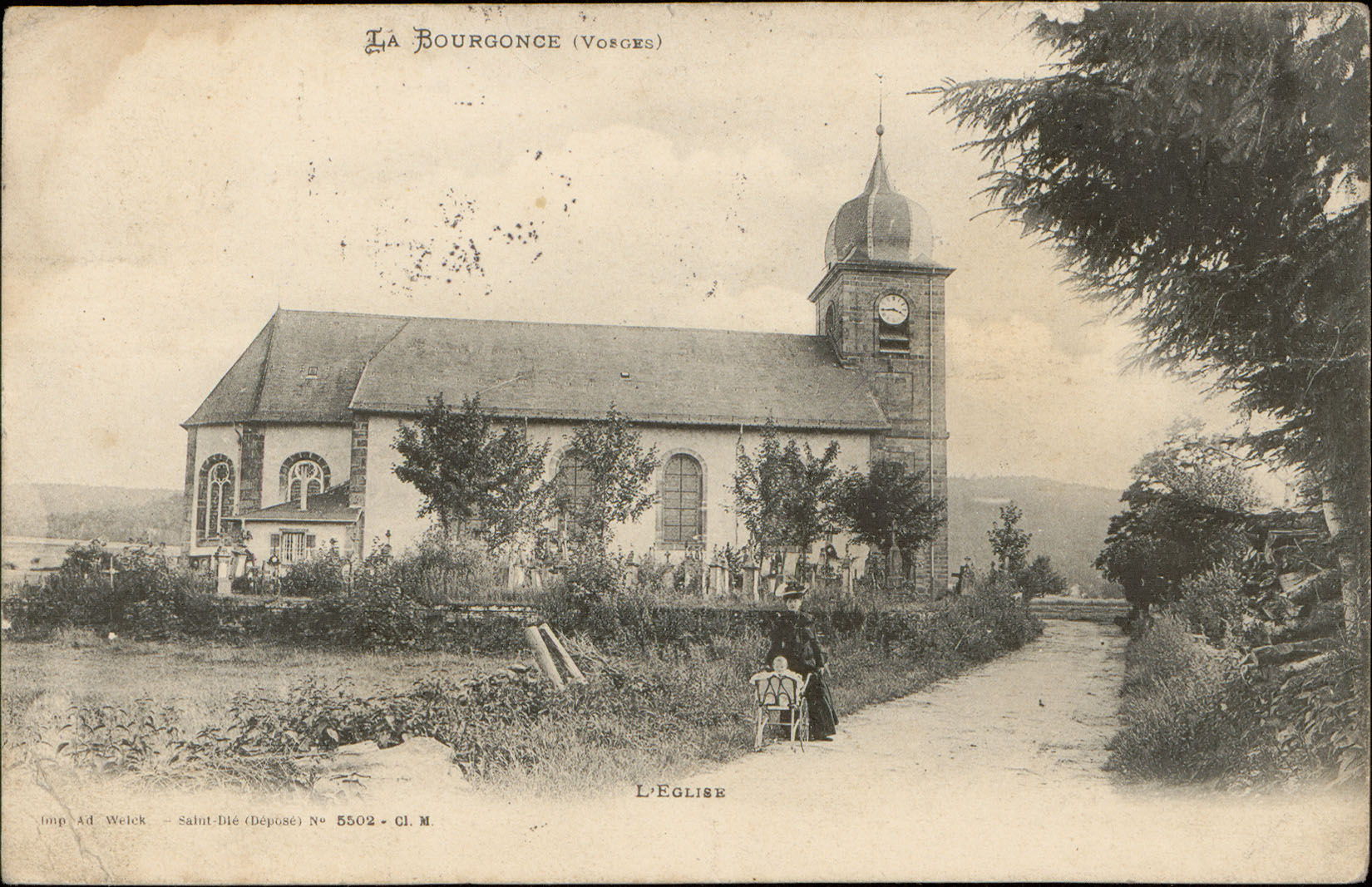
Carte postale représentant l'église de Saint-Denis entre 1880 et 1945 (Adolphe Weick).
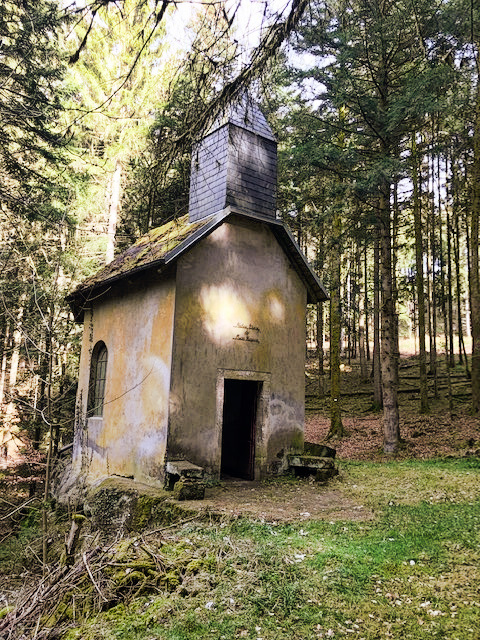
Chapelle au milieu des bois à proximité du col de Mon Repos.

- Église Saint-Denis du XIXe siècle[31]. L'église est également le lieu de culte des habitants de La Salle (L'Hoste du Bois). La croix principale au sommet du clocher signifie que l'église appartient à La Bourgonce pour les deux tiers et la croix située au-dessus du chœur veut dire qu'elle est la propriété de La Salle pour un tiers[32].
- La chapelle de Mon Repos[33],[34].
- Le monument aux morts et la plaque commémorative[35],[36],[37].
- Patrimoine architectural recensé par le service de l'Inventaire général du patrimoine culturel :

La scierie de la Folie,
Maisons et fermes.

### Personnalités liées à la commune
- Reinald de Chantilly, évêque assassiné sur le territoire de la commune
- Charles Jacquot (1862-1922), général de division ;
- Florian Jean Baptiste Demange (1875-1938), missionnaire catholique en Corée du Sud et évêque de Taegu.

### Héraldique
| Blason | Blasonnement : Tranché au 1er d'or à deux monts accolés de sinople chargés d'un sapin arraché d'argent, au 2e taillé d'azur au clocher bulbaire d'argent et d'argent aux lettres C D B de sable surmontées d'une crosse abbatiale du même ; sur le tout au bâton en bande de gueules. Commentaires : Les deux monts et le sapin représentent la forêt syndicale des jumeaux. Le clocher bulbaire est celui de l'église Saint-Denis construite en 1616. Les lettres C D B signifient Capellams Dimissisi Burguntoe, premier nom connu de la localité. La crosse est celle de l'abbaye d'Etival qui possédait des biens dans la commune. Le bâton de gueules en bande indique l'appartenance à la Lorraine. La Bourgonce est titulaire de la Croix de guerre 1914-1918. |

## Pour approfondir